# Joseph Royal
Joseph Royal (7 mai 1837 - 23 août 1902) est un journaliste, un écrivain, un militaire, un historien et un homme politique canadien.

## Biographie
Né à Repentigny, il fait ses études au collège Sainte-Marie de Montréal et travaille dans le journalisme en 1847 lorsqu'il collabore à La Minerve. Cofondateur de la Revue canadienne et Le Nouveau Monde, il demeure éditeur pendant plusieurs années.
Époux d'Agnès Bruyère et père de sept enfants, il devient membre du barreau du Canada-Est après avoir écrit des articles pour George-Étienne Cartier. En 1868, il contribue à organiser le régiment canadien des zouaves pontificaux. Venu s'établir à Winnipeg en 1871, il est appelé au barreau du Manitoba et pratique son droit en compagnie de Joseph-Adolphe Chapleau. Toujours en 1871, il commande une cavalerie autochtone pour repousser l'invasion fénienne.
Fondateur du journal Le Métis, il est élu à l'Assemblée législative du Manitoba en 1870 dans François-Xavier-Ouest (en). Surintendant à l'éducation, président de la chambre, secrétaire provincial, procureur général et ministre des travaux publics, il conserve son siège pendant neuf ans avant d'être élu dans Provencher de 1879 à 1888.
Avec Chapleau, Royal est impliqué dans plusieurs causes célèbres, dont celles d'Ambroise Lépine et de Thomas Scott, qui fut l'objet d'une crise politique en 1874. Il quitte sa pratique légale en 1880. Sur recommandation de John A. Macdonald, le baron Stanley de Preston le nomme lieutenant-gouverneur des Territoires du Nord-Ouest après le refus à cette nomination de Laurent-Olivier David.
Malgré son caractère diplomatique, Royal eut des conflits avec l'assemblée législative à propos du financement des Territoires. Frederick W.A.G. Haultain doit négocier en privé avec le gouvernement fédéral pour résoudre la crise. Quand cela est finalement résolu, il ordonne la construction de la chambre du gouvernement de Régina.
De retour à Montréal en 1893, il poursuit sa carrière journalistique à La Minerve et compose ses mémoires historiques. Il écrit également la Vie politique de Sir Louis H. Lafontaine et L'Histoire du Canada. Il est nommé vice-chancelier de l'Université de Montréal. Titulaire de la médaille de la confédération, membre de la Société royale du Canada et du club du Manitoba, il meurt le 23 août 1902 et il est enterré dans le cimetière Notre-Dame-des-Neiges.